# Xiphochaeta heteronychia
Xiphochaeta heteronychia là một loài ruồi trong họ Tachinidae.